# ABホテル
ABホテル株式会社（エービーホテル、英: ABHOTEL CO., LTD.）は、愛知県安城市に本社を置くホテル運営会社。

## 概要
東証1部上場企業でスポーツクラブなどの運営を行う東祥の連結子会社。「AB HOTEL」のブランドで東海地方を中心にビジネスホテルを31店舗（2021年（令和3年）1月時点）展開しており、2022年（令和4年）3月までに新規出店を含め32店舗となる予定である。
前身は親会社である東祥のホテル事業部でかつてはサンルートホテルチェーンのフランチャイジーであった。2005年（平成17年）より独自ブランドであるABホテルの展開を始め、2014年（平成26年）10月に分社化された。なお、ABホテルのABとはAmenity & Brightの略である。

## 沿革
- 1999年（平成11年）11月 - 東祥がサンルートホテルチェーンのフランチャイズ一号店である「ホテルサンルート三河安城」を開業[2]。
- 2005年（平成17年）9月 - ホテルサンルート三河安城を「ABホテル三河安城本館」に改称[2]。
- 2014年（平成26年）10月 - 東祥の会社分割により設立[2]。
- 2017年（平成29年）12月 - 名古屋証券取引所市場第二部および東証ジャスダック（スタンダード）に株式を上場[2][6]。
- 2020年（令和2年）1月7日 - 東祥リート投資法人（2022年に東祥東海リート投資法人へ商号変更）とスポンサーサポート契約締結

## 店舗

### 中部地方
- 愛知県
  - ABホテル 名古屋栄（愛知県名古屋市中区）
  - ABホテル 豊田元町（愛知県豊田市）
  - ABホテル 三河豊田（愛知県豊田市）
  - ABホテル 一宮（愛知県一宮市）
  - ABホテル 豊橋（愛知県豊橋市）
  - ABホテル 岡崎（愛知県岡崎市）
  - ABホテル 三河安城 本館（愛知県安城市）
  - ABホテル 三河安城 新館（愛知県安城市）
  - ABホテル 三河安城 南館（愛知県安城市）
  - ABホテル 安城（愛知県安城市）
  - ABホテル 小牧（愛知県小牧市）
  - ABホテル 蒲郡（愛知県蒲郡市）
  - ABホテル 東海太田川（愛知県東海市）
  - ABホテル 田原（愛知県田原市）

- 岐阜県
  - ABホテル 岐阜（岐阜県岐阜市）
  - ABホテル 各務原（岐阜県各務原市）
  - ABホテル 可児（岐阜県可児市）
  - ABホテル 関（岐阜県関市）

- 静岡県
  - ABホテル 磐田（静岡県磐田市）
  - ABホテル 富士（静岡県富士市）

- 石川県
  - ABホテル 金沢（石川県金沢市）

- 長野県
  - ABホテル 塩尻（長野県塩尻市）

### 東北地方
- 青森県
  - ABホテル 新青森（青森県青森市）（開業日未定）

### 関東地方
- 埼玉県
  - ABホテル 深谷（埼玉県深谷市）

- 群馬県
  - ABホテル 伊勢崎（群馬県伊勢崎市）

- 千葉県
  - ABホテル 木更津（千葉県木更津市）

### 近畿地方
- 大阪府
  - ABホテル 大阪堺筋本町（大阪府大阪市中央区）
  - ABホテル 堺東（大阪府堺市堺区）

- 奈良県
  - ABホテル 奈良（奈良県奈良市）

- 京都府
  - ABホテル 京都四条堀川（京都府京都市下京区）

- 滋賀県
  - ABホテル 近江八幡（滋賀県近江八幡市）
  - ABホテル 彦根（滋賀県彦根市）
  - ABホテル 湖南（滋賀県湖南市）

### 中国地方
- 山口県
  - ABホテル 宇部新川（山口県宇部市）

### 九州地方
- 福岡県
  - ABホテル 行橋（福岡県行橋市）

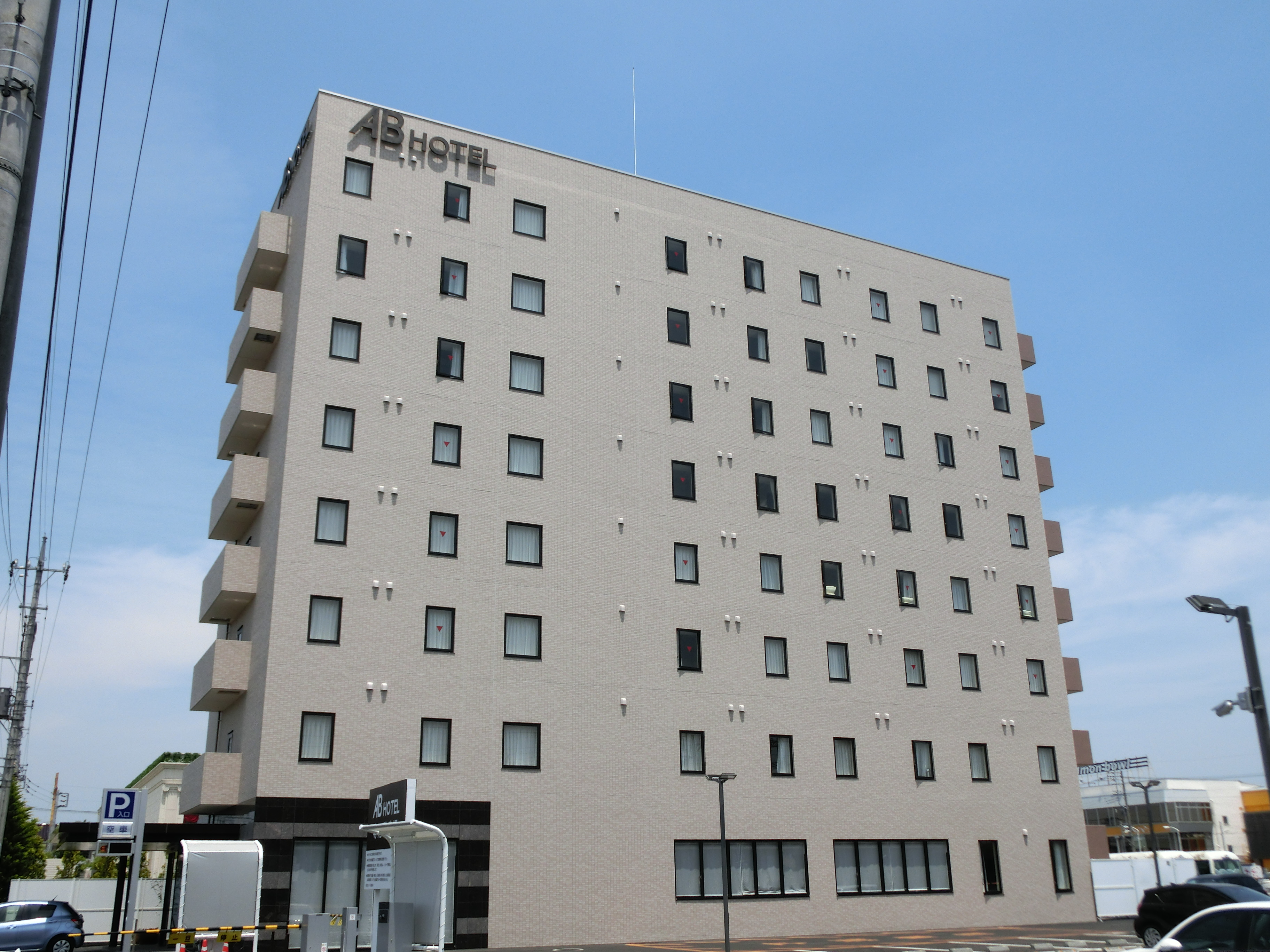
ABホテル伊勢崎
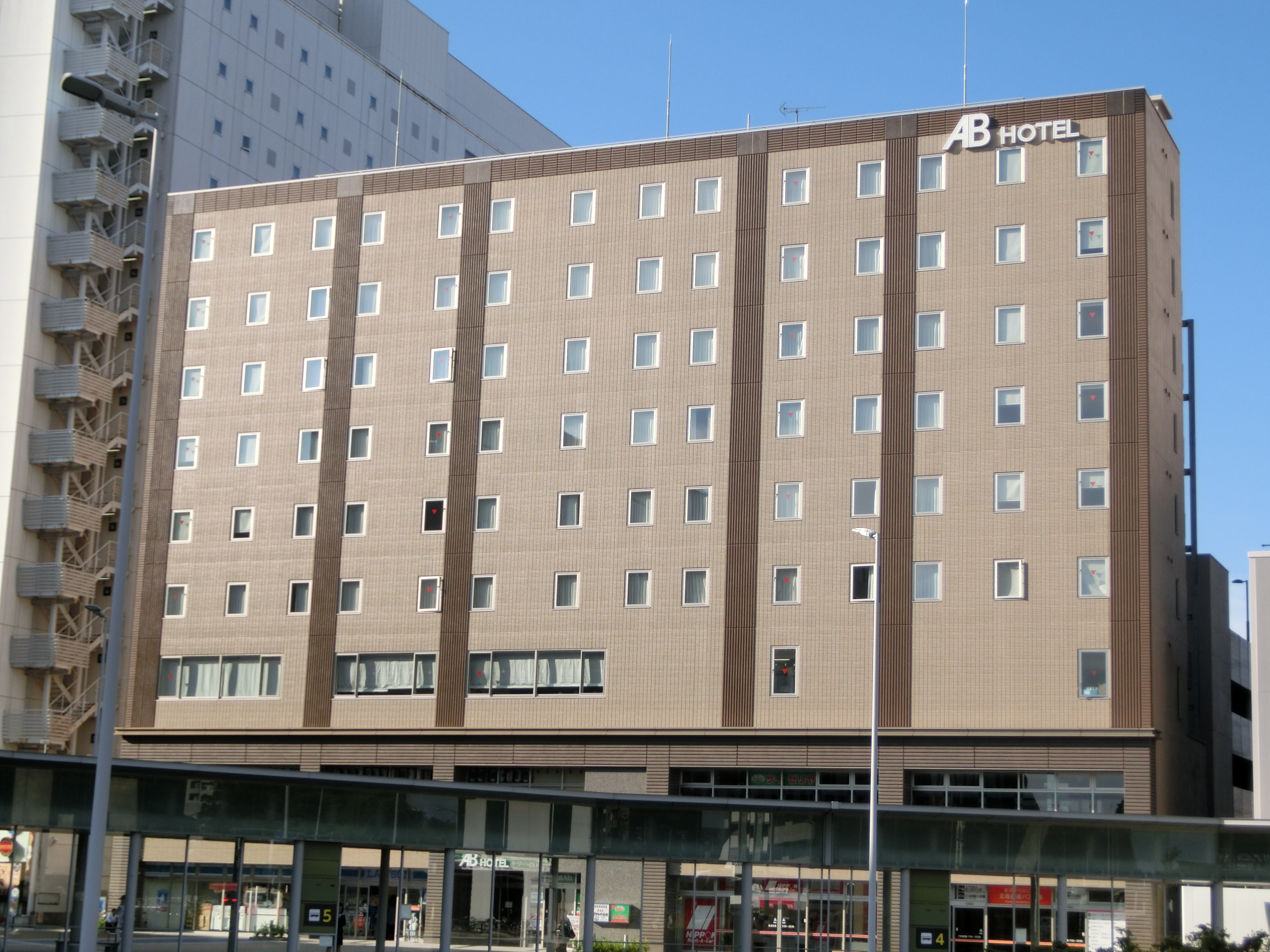
ABホテル金沢